# Ascher Worms
Ascher Anselm Worms (geboren 1695; gestorben 1759) war ein jüdischer Arzt und Gelehrter in Frankfurt am Main.

## Leben
Worms gehörte zu einem der ersten jüdischen Studenten der Medizin in Preußen. Wie einige seiner Zeitgenossen übersetzte und verbreitete er das erworbene akademische Wissen in hebräischer Sprache. Bereits 1721 verfasste er mit Mafte'ach ha'algebra hachadascha, dem Schlüssel zur modernen Algebra, ein mathematisches Lehrbuch.
Obwohl Juden die Immatrikulation in anderen Fächern untersagt wurde, beschrieb sich Worms in seinen Veröffentlichungen nicht nur als Arzt oder Mediziner, sondern auch als „Kandidat des Rabbinats“ und „Studenten der Philosophie“.

## Bedeutung
Worms verfasste ein dreiteiliges Werk über die Tradition und Genese des Bibeltextes. Das posthum von seinem Sohn Simeon Wolf Worms veröffentlichte Sejag latora, der Zaun um die Tora und für den heiligen Geist, stellt neben Moses Mendelssohns Schriften die einzige in der jüdischen Geistestradition und in hebräischer Sprache verfasste kritische Stellungnahme zu Spinoza im achtzehnten Jahrhundert dar. In der aus drei kürzeren Essays bestehenden Schrift verteidigte Worms unter anderem die „Integrität des überlieferten biblischen Textes“, welche er in Gegnerschaft zu Elias Levitas Bachur auf die „sinaitische Zeit“ zurückführte.
Worms gilt neben Salomon Hanau, Isaac Wetzler und Israel Samosc, die sich mit hebräischen oder jiddischen Schriften hauptsächlich im jüdischen „Binnendiskurs“ der Aufklärung bewegten, als Protagonist der frühen Haskala.

## Schriften
- Dissertatio Philologico-Medica De Causa Immunditiei Leprosorum. Gießen, 1740 (online).